# ۲٬۵-دی‌متوکسی‌بنزآلدهید
۲،۵-دی‌متوکسی‌بنزآلدهید (به انگلیسی: 2,5-Dimethoxybenzaldehyde) یک ترکیب شیمیایی با شناسه پاب‌کم ۶۶۷۲۶ است. 